# Parema sulcata
Parema sulcata là một loài tò vò trong họ Ichneumonidae.